# Dactylospongia metachromia
Dactylospongia metachromia är en svampdjursart som först beskrevs av de Laubenfels 1954.  Dactylospongia metachromia ingår i släktet Dactylospongia och familjen Thorectidae. Inga underarter finns listade i Catalogue of Life.